# Erwin Metzke
Erwin Metzke (* 3. Juli 1906 in  Danzig; † 3. Juli 1956 in  Tübingen) war ein deutscher Philosoph, der sich insbesondere mit den Philosophen Hamann und Hegel sowie mit Philosophiegeschichte befasste.

## Leben
Metzke, Sohn eines Berufssoldaten, besuchte das humanistische Gymnasium Marienwerder. Von 1925 bis 1929 studierte er Klassische Philologie, Philosophie und Theologie bei Erich Seeberg in Köln und Königsberg. Er promovierte 1929 bei Heinz Heimsoeth mit einer Arbeit über „Karl Rosenkranz und Hegel“. Anschließend orientierte er sich auf den Schuldienst und legte 1930 das Referendarexamen ab. Die zweijährige Vorbereitungszeit schloss er im April 1932 mit dem Assessor ab. Gefördert mit einem Stipendium der Notgemeinschaft der deutschen Wissenschaft reichte er im Januar 1933 bei der Königsberger Gelehrten Gesellschaft die Schrift „Johann Georg Hamanns Stellung in der Philosophie des 18. Jahrhunderts“ ein und erhielt hierfür einen vollen Preis. Die Arbeit wurde Grundlage der Habilitation bei Heimsoeth, der inzwischen nach Köln gegangen war. Das für den 24. Juli bereits angesetzte Verfahren wurde aufgrund eines Erlasses vom 7. Juli 1933 ausgesetzt, um die nach der „Machtergreifung“ der Nationalsozialisten nun erforderliche Prüfung nach dem Gesetz zur Wiederherstellung des Berufsbeamtentums  durchzuführen. Da ohne NS-Aktivität die Chancen gering waren, trat Metzke am 3. November 1933 der SA bei und hielt drei Tage später seine Probevorlesung. Nachdem Metzke ein Geländesportlager in Zossen sowie einen Lehrgang der Kieler Schule an der Dozentenakademie in Kitzeberg besucht hatte, wurde die Habilitation im August 1934 genehmigt und Metzke zum Privatdozenten ernannt. Seine Antrittsvorlesung über „Geschichtliche Wirklichkeit“ thematisierte den Existenzkampf des Volkes in der Verschiedenheit und Vielheit der Kulturen, in dem der Einzelne auf die konkret verpflichtenden Bindungen seines Blutes und sein völkisches Wesen hingewiesen ist. 1936 übernahm Metzke die Leitung des Presseamtes der Kölner Dozentenschaft, ohne jedoch sonderlich hervorzutreten. Mitglied des NSDDB war er nicht, trat aber 1937 der NSDAP bei.
Metzke war Teilnehmer der von Alfred Rosenberg im März 1939 veranstalteten philosophischen Tagung auf Schloss Buderose. Ab 1940 leistete er Wehrdienst, zunächst als Eignungspsychologe bei einem Luftgaukommando, dann in einer Flakeinheit, wo er zum Leutnant befördert wurde. Im Oktober 1943 erhielt Metzke mit Unterstützung des NSDDB eine Vertretung für eine außerplanmäßige Professur in Heidelberg, die er im Juli 1944 nach Ausscheiden aus dem Militärdienst antrat. Im November 1944 wurde er dann zum planmäßigen Extraordinarius ernannt.
Nach dem Zweiten Weltkrieg wechselte Metzke nach Tübingen und überarbeitete die ersten beiden Bände (Altertum und Mittelalter) der Geschichte der Philosophie von Karl Vorländer, befasste sich aber auch mit dem Marxismus oder dem Thema Geschlechterdifferenz. Er war Herausgeber des ersten Bandes der „Marxismusstudien“ (1954) und verfasste im 2. Band einen Artikel zum Thema „Mensch und Geschichte im ursprünglichen Ansatz des Marxschen Denkens“. Zudem war er Mitglied der Paracelsus-Kommission, die sich mit der Herausgabe von dessen Werken befasste.
Erwin Metzke verstarb überraschend am Morgen seines 50. Geburtstags.

## Lehre
In seiner Arbeit über Hamann (1934) griff Metzke auf unveröffentlichtes Material der „Londoner Schrifften“ zurück, das von Josef Nadler erst 1949 publiziert wurde. Metzke versuchte zu zeigen, dass jener einen für seine Zeit neuen Wirklichkeitsbegriff verwendete, der an die Offenbarung geknüpft ist. Hamann fasste danach Wirklichkeit nicht als gegenständliche (ontische) Substanz oder als ein begreifbar-rationales Wesen auf, sondern als Tathandlung Gottes, in der dieser der Welt und dem Menschen nahekommt. Hamann beschrieb dieses Verhältnis mit dem von Nikolaus von Kues geschaffenen Begriff der Coincidentia oppositorum, der Gleichzeitigkeit des Gegensätzlichen. Die nicht erkennbare Wirklichkeit ist lediglich ein Symbol für das Transzendente. Der Glaube an Jesus Christus macht den Widerspruchscharakter des Seins sinnlich. Durch die Offenbarung gerät die Vernunft in Selbstwiderspruch, so dass die Coincidentia oppositorum als oberstes Wirklichkeitsprinzip nicht wie bei Kues oder Bruno zur Einheit führt, sondern als eine vorantreibende Beunruhigung wirkt. Metzke bezeichnete Hamanns Denken als „Durchbruch durch alle Abstraktionen, Prinzipien und Lehrmeinungen zur konkretesten, gegenwärtigsten Wirklichkeit, der gegenüber nicht nur der Idealismus, sondern auch der sogenannte Realismus verblaßt, aber auch der Pantheismus abstrakt bleibt.“ Hamann sei gegen die „Auflösung der Seinsbindung“ und „Entzweiung“ von Sein und Bewusstsein im westlichen Rationalismus und Subjektivismus aufgetreten, indem er auf die „Geschichtlichkeit“ des Menschen und die Unverfügbarkeit des Daseins hingewiesen habe. Die Seinsordnung ist als Gottes Schöpferordnung anzuerkennen, die die Natur unabhängig sein lässt von einer „Herrschaft der Dingkategorie“, wie sie die naturwissenschaftlich orientierte Vernunftphilosophie der Aufklärung annahm.
Philosophische Aufmerksamkeit hat die Interpretation Metzkes zu Luthers Auffassung über den Wirklichkeitsbezug des Abendmahls erlangt. Er sah in Luthers Auffassung zum Abendmahl eine symbolische und reale Anwesenheit Christi, eine Einheit von Innerem und Äußeren, von Geist und Leib. Das Abendmahl ist daher eine „reale Coincidentia oppositorum, die im Handeln Gottes gründet.“ Brot und Wein sind im Abendmahl wirklich und zugleich mit ihnen ist die Anwesenheit Christi gegeben. Zur Verdeutlichung verwies Metzke auf die sprachliche Form einer Synekdoche, wenn durch einen Begriff „das Bezeichnete und zugleich ein anderes mitbezeichnet“ wird. Dies ist möglich, weil Gott im unendlichen Raum, für den eine Trennung in Diesseits und Jenseits unangemessen ist, immer und überall anwesend ist. Gott wird durch Brot und Wein begreifbar im doppelten Sinn des Wortes. Obwohl Metzke kein Theologe im strengen Sinne des Wortes sei, erklärt W. Härle „Sakrament und Metaphysik“ zu einem der Grundtexte der neueren evangelischen Theologie, weil in ihm ein theologisch interessierter Philosoph sich über eine klassische Kontroverse der reformatorischen Abendmahlsauffassungen äußert. Metzke argumentiert, dass Luther sich gegen eine dinglich-lokale Vorstellung Gottes wendet: Gott ist nicht an einen Ort gebunden – aufgrund seiner Ubiquität (Allgegenwart). Gott ist überall, also logischerweise auch in Brot und Wein. Die Konsequenz dieser Ubiquitätslehre ist, dass Gott nicht nur in Brot und Wein ist, sondern auch in allen Dingen und jeder Kreatur. Das Besondere am Abendmahl ist also nicht die Gegenwart Gottes (die ja immer und überall an sich gegeben ist), sondern dass in Brot und Wein eine besonders eindrückliche Möglichkeit für den Menschen gegeben ist, Gottes Gegenwart dabei offenbart zu bekommen. Härle ist der Meinung, dass es Metzke damit gelingt, die grundsätzlich schlüssige Metaphysik Luthers zu erläutern, die den Hintergrund für die lutherische Realpräsenz darstellt.
Metzke sah zwischen Nikolaus von Kues und Hegel eine sehr große Nähe, obwohl dieser jenen an keiner Stelle erwähnte. Auch bei Hegel sah er die Coincidentia oppositorum als Wirklichkeitsprinzip, weil bei ihm die Dialektik nicht Ordnungsprinzip des philosophierenden Subjekts, sondern „Vollzugsform des ursprünglich bewegten Seins“ sei.

## Schriften
- Karl Rosenkranz und Hegel. Ein Beitrag zur Geschichte der Philosophie des sogenannten Hegelianismus im 19. Jahrhundert. Heims, Leipzig 1929.
- Johann Georg Hamanns Stellung in der Philosophie des 18. Jahrhunderts. Niemeyer, Halle 1934, Nachdruck Darmstadt 1967.
- Geschichtliche Wirklichkeit. Gedanken zu einer deutschen Philosophie der Geschichte (Philosophie und Geschichte Heft 57). Mohr, Tübingen 1935.
- Paracelsus' Anschauung von der Welt und vom menschlichen Leben. Junker & Dünnhaupt, Berlin 1943.
- Sakrament und Metaphysik. Eine Lutherstudie über das Verhältnis des christlichen Denkens zum Leiblich-Materiell. Kreuz, Stuttgart 1948.
- Handlexikon der Philosophie. Kerle, Heidelberg 1948.
- Geschichte der Philosophie, Bd. 1. Altertum und  Bd. 2 Mittelalter. Von Karl Vorländer, neu bearbeitet von Erwin Metzke 1949; mit einem Anhang „Quellentexte“ ausgewählt von Ernesto Grassi und Eckhard Keßler, Rowohlt, Reinbek 1963 und 1964.
- Hegels Vorreden, mit Kommentar zur Einführung in seine Philosophie von Erwin Metzke. Kerle, Heidelberg 1949, 3. Aufl. 1970.
- Coincidentia oppositorum. Gesammelte Studien zur Philosophiegeschichte. Luther-Verlag, Witten 1961, hrsg. von Karlfried Gründer.